# Andrzej Sulimski
Andrzej Sulimski (* 18. Oktober 1926 in Brzęść, Polen; † 28. Juli 1997) war ein polnischer Paläontologe. Seine Forschungsschwerpunkte waren die fossilen Kleinsäuger des Tertiärs in Polen sowie die Dinosaurier, Echsen und Säugetiere der Kreidezeit in der Gobi.

## Leben
Sulimski wurde in Brzęść am Bug (im heutigen Belarus) geboren. Nach dem Studium an den Universitäten in Breslau und Warschau, erwarb er 1955 einen Master-Abschluss in Paläontologie. In seiner Master-Arbeit befasste sich Sulimski mit einer bestimmen Gruppe von Foraminiferen aus dem Miozän von Polen, was sein einziger Kontakt zur Mikropaläontologie bleiben sollte. Im selben Jahr erhielt er eine Assistentenstelle am Institut für Paläozoologie der Polnischen Akademie der Wissenschaften, wo er bis zu seiner Pensionierung im Jahr 1991 tätig war. 1965 wurde er an der Universität Warschau zum Kandidaten der Wissenschaften promoviert.
Sulimski war ein Experte auf dem Gebiet der fossilen Insektenfresser, Nagetiere und Hasen aus den polnischen Karstformationen des Känozoikums. Acht seiner Arbeiten waren diesen Säugetiergruppen gewidmet, darunter seine Dissertation: Pliocene Lagomorpha and Rodentia from Węze I (Poland), die 1964 im Fachjournal Acta Palaeontologica Polonica veröffentlicht wurde.
Ende der 1950er Jahre befasste sich Sulimski mit paläoherpetologischen Studien und verfasste mehrere Arbeiten über die spätkreidezeitlichen Echsen aus der Wüste Gobi. Seine Monographie Macrocephalosauridae and Polyglyphanodontidae (Sauria) from the Late Cretaceous of Mongolia, die 1975 in der Reihe der Ergebnisse der polnisch-mongolischen paläontologischen Expeditionen, Teil VI, Palaeontologia Polonica (33), gedruckt wurde, gilt als eine seiner bedeutendsten Veröffentlichungen.
Im Jahr 1959 entdeckte und sammelte Sulimski die Überreste von Mosasauriern aus der polnischen Kreidezeit. Dieses Material beschrieb er 1968 in seinem ersten paläoherpetologischen Artikel Remains of Upper Cretaceous Mosasauridae (Reptilia) of Central Poland. Er erforschte die Karstformation des Pliozäns der Ortschaft Węze in der Region Częstochowa, Zentralpolen, und überwachte anschließend die chemische Aufbereitung der gesammelten Materialien. Im Jahre 1960 entdeckte er einen neuen Aufschluss dieser Fundstelle, der reich an Fossilien war. Ab 1963 nahm er an mehreren polnisch-mongolischen paläontologischen Expeditionen in die Wüste Gobi teil und war sehr aktiv beim Sammeln von Säugetieren, Echsen und Dinosauriern der Kreidezeit sowie Säugetieren des Tertiärs.
1971 entdeckte Sulimski in der Felsformation Bajandsag der Wüste Gobi Überreste eines pflanzenfressenden Protoceratops und eines fleischfressenden Velociraptor in einer Stellung, die auf einen heftigen Kampf schließen lässt.
Zu Sulimskis Erstbeschreibungen zählen unter anderen die Gattungen Adamisaurus, Gobisorex und Zelceina.

## Dedikationsnamen
1984 ehrte Jelle Reumer Sulimski mit der Spitzmaus-Gattung Sulimskia. Zu den nach Sulimski benannten Arten gehören Galemys sulimskii und Gilmoreteius sulimskii.